# Weruweru (Hai)
Weruweru (auch Machame Weruweru) ist ein Verwaltungsbezirk (Ward) des Distrikts Hai in der tansanischen Region Kilimandscharo.

## Geografie
Weruweru liegt im Nordosten von Tansania südwestlich der Regionshauptstadt Moshi.
Der Bezirk grenzt im Nordosten an Mnadani, im Südosten an Arusha Chine im Distrikt Moshi, im Südwesten an Masama Rundugai, im Westen an Bondeni und im Nordwesten an Masama Kusini. Bei der Volkszählung 2022 lebten 9426 Menschen in 2531 Haushalten auf einer Fläche von 61,9 Quadratkilometern.

## Gliederung
Der Bezirk besteht aus vier Gemeinden (Mtaa) mit 19 Orten (Kitongoji):
| Ngosero - Ngosero - Madukani - Kanisani - Jitengeni - Land | Mbatakero - Kinamiri - Kisimani - Kwambesere - Mlimafaru | Kikavu Chini - Madukani - Upareni - Mabatini - RC - Land | Longoi - Nguzo Moja - Nguzo nne - Relini - Kirima - Mbuyuni |

## Wirtschaft und Infrastruktur
- Bildung: Die Longoi Secondary School ist eine staatliche Tagesschule mit einer Ausbildung bis zur 4. Stufe.[7]
- Gesundheit: In der Gemeinde Longoi befindet sich ein staatliches Gesundheitszentrum.[8] Außerdem liegen drei staatliche[9][10][11] und eine private Apotheke[12] im Bezirk.